# Первомайская улица (Кобрин)
Первомайская улица (бел. Першамайская вуліца) — улица в Кобрине. Одна из главных городских улиц. Проходит от площади Свободы до восточной границы города.

## История
Первоначально улица называлась Пинской, так как вела в сторону Пинска и представляла собой восточную часть дороги между Пинском и Брестом. Улица впервые упоминается в середине XVI века, в документе о выделении на ней участка придворному ювелиру королевы Боны Сфорца. По ревизии 1563 года на улице было 78 дворов, из них 25 были во владении католического духовенства. Название «Пинская» сохранялось до немецкой оккупации 1915 года, когда улица была переименована в Восточную. Во время владения Польши (1921—1939 гг.) называлась улицей 3 Мая, по дате принятия первой польской конституции. С включением Кобрина в состав СССР стала называться Первомайской.

## Описание
Первомайская улица проходит на восток, начинаясь от площади Свободы и примыкающей с севера Замковой площади. К ней примыкают с юга улицы Кирова, Красногвардейская, Свердлова. Улица заканчивается на границе города, переходя в автомагистраль М10. Нумерация домов — от площади Свободы.

## Примечательные здания и сооружения
Застройка начальной части Первомайской улицы входит в Государственный список историко-культурных ценностей Республики Беларусь как в составе исторического центра Кобрина (код 113Г000383), так и отдельно (код 113Г000395). Под государственной охраной находятся дома 1, 2, 3, 4, 5, 8, 10, 12, 13, 14, 15, 16, 18, 20, 21, 22, 23, 24, 27, 28, 29, 30, 32, 39, 41, 45, 63, 65, 91, а также отдельно дома 40 и 80.
По нечётной стороне
По чётной стороне
- № 40 — недействующая Кобринская синагога, 2-я половина XIX века, историко-культурная ценность (код 112Г000396)[2]
- № 80 — Успенский костёл, 1843 год, историко-культурная ценность (код 112Г000397)[2]